# 邁丹-佩特里夫斯基
49°47′23″N 26°33′12″E / 49.78972°N 26.55333°E
邁丹-彼得里夫斯基（羅馬化：Maidan-Petrivskyi）是位於烏克蘭西部赫梅利尼茨基州赫梅利尼茨基區泰奧菲波爾市鎮的村莊。該村面積0.37平方公里，海拔高度309米，2001年人口10，人口密度每平方公里27人。